# Nechervan Idris Barzani
Nechervan Idris Barzani (Kurdisk:نێچیرڤان بارزانی, Nêçîrvan Îdrîs Barzanî) (født 21. september 1966), Er en kurdisk politiker, der har været premierminister for den kurdiske regionale regering i Irakisk Kurdistan siden marts 2012. Han har også tidligere været premierminister fra marts 2006 til august 2009

Han er barnebarn af Mustafa Barzani, og nevø af den nuværende leder for KDP, Masoud Barzani.